# Krazy Comics
Krazy Comics fue una revista española de información, estudio y crítica de la historieta, fundada por Juan Carlos Gómez, Kano, Tino Reguera y Alex Samaranch, la primera del país en lograr una difusión normalizada en quioscos.

## Historia editorial
La revista publicó un total de 20 ejemplares, 18 números ordinarios (2 de ellos dobles) y 1 extraordinario (denominado "anuario") desde octubre de 1989 hasta mayo de 1991 con periodicidad mensual y de forma ininterrumpida, y finalmente un número extra "último número" en diciembre de 1993. Su editor fue Joan Navarro, y el director, redactor jefe y coordinador Tino Reguera. La editorial de todos los números regulares y del primer número extra fue Editorial Complot, mientras que el último número extra fue editado por Kamandi Ediciones.

## Estructura
Los números ordinarios seguían de forma habitual la siguiente estructura:
- Editorial
- Noticias: Europa, U.S.A.
- Novedades del mes
- Reseñas: Nacional, Extranjero, Fanzines
- Dossier: diversos artículos en torno a un mismo tema, serie o personaje
- Otras: Opinión, Artículo, Entrevista, Tema del mes
- Hemeroteca
- Correo
- Compro, Vendo, Cambio (ocasionalmente)

En ocasiones, se incluían en la revista portadas, ilustraciones e historietas cortas realizadas por diversos autores españoles como Cels Piñol (Gusa), Javier Olivares (Cuentos de la Estrella Legumbre) o Miguel Ángel Martín (Brian the Brain).

## Listado de ejemplares
- N.º 1, octubre de 1989: Especial Batman
- N.º 2, noviembre de 1989: 20 años de Marvel en España
- N.º 3, diciembre de 1989: El Capitán Trueno
- Extra N.º 1, enero de 1990: Anuario
- N.º 4, enero de 1990: Especial años 80
- N.º 5, febrero de 1990: Especial Moore
- N.º 6, marzo de 1990: Keith Giffen, Angouleme
- N.º 7, abril de 1990: Gladstone
- N.º 8, mayo de 1990: Black Kiss, Schuiten y Peeters, Roberto Alcázar y Pedrín
- N.º 9, junio de 1990: Especial Salón del Cómic
- N.º 10, julio de 1990: Especial Serie Negra
- N.º 11-12, agosto-septiembre de 1990: Especial Miller-Sienkiewicz
- N.º 13, octubre de 1990: Especial Independientes Americanas
- N.º 14, noviembre de 1990: Especial Humor
- N.º 15, diciembre de 1990: Especial Terror
- N.º 16, enero de 1991: Dossier Cómic Japonés
- N.º 17-18, febrero-marzo de 1991: La Censura
- N.º 19, abril de 1991: Especial Clásicos
- N.º 20, mayo de 1991: Especial Cómic Británico
- N.º Extra, octubre-noviembre-diciembre de 1993: Extra historieta y escritura (último número)